# Charles Helou

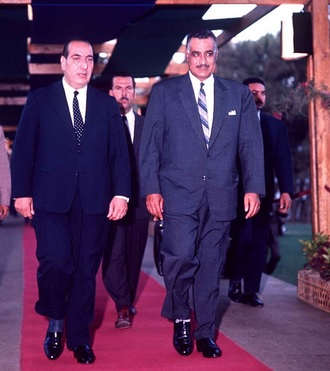
Charles Helou (links) 1964 mit dem ägyptischen Präsidenten Gamal Abdel Nasser

Charles Helou (* 25. September 1913 in Beirut; † 7. Januar 2001) war ein libanesischer Politiker.
Er entstammte einer angesehenen maronitischen Politikerfamilie aus Baabda und studierte Jura und Literatur. Er wurde zunächst Journalist. Er gründete im Jahr 1936 mit Pierre Gemayel und Georges Naccache die Kata’ib, die er kurz darauf mit Naccache verließ. Er wurde libanesischer Botschafter beim Heiliger Stuhl (1947), und danach Justiz- und Gesundheitsminister (1954–1955) sowie Erziehungsminister (1964) sowie 1964–1970 libanesischer Staatspräsident.
Als Präsident vertrat er eine Fortsetzung der Reform- und Ausgleichspolitik des Schihabismus, die aber zunehmend auf Widerstände stieß. In seine Amtszeit fiel das Kairoer Abkommen vom 3. November 1969, welches die Hoheit der PLO-Milizen in palästinensischen Flüchtlingslagern auf libanesischem Boden rechtfertigte. Dies war einer der Gründe, die zum Libanesischen Bürgerkrieg führten. Nach seiner Präsidentschaft wurde er Vorsitzender der Internationalen Assoziation der französischsprechenden Parlamentarier (1972–1979).